# Tunø Knob
Tunø Knob är ett sandrev nordost om Tunø i Danmark. Det ligger i Region Mittjylland, Närmaste större samhälle är Odder, 12,0 km väster om Tunø Knob. Norr om Tunø Knob finns en vindkraftpark med tio vindkraftverk som tillhör SE Blue Renewables.